# Snark de Watkins
Le snark de Watkins est, en théorie des graphes, un graphe 3-régulier possédant 50 sommets et 75 arêtes.

## Propriétés

### Propriétés générales
Le diamètre du snark de Watkins, l'excentricité maximale de ses sommets, est 7, son rayon, l'excentricité minimale de ses sommets, est 7 et sa maille, la longueur de son plus court cycle, est 5. Il s'agit d'un graphe 3-sommet-connexe et d'un graphe 3-arête-connexe, c'est-à-dire qu'il est connexe et que pour le rendre déconnecté il faut le priver au minimum de 3 sommets ou de 3 arêtes.

### Coloration
Le nombre chromatique du snark de Watkins est 3. C'est-à-dire qu'il est possible de le colorer avec 3 couleurs de telle façon que deux sommets reliés par une arête soient toujours de couleurs différentes mais ce nombre est minimal. Il n'existe pas de 2-coloration valide du graphe.
L'indice chromatique du snark de Watkins est 4. Il existe donc une 4-coloration des arêtes du graphe telle que deux arêtes incidentes à un même sommet soient toujours de couleurs différentes. Ce nombre est minimal.

### Propriétés algébriques
Le groupe d'automorphismes du snark de Watkins est un groupe abélien d'ordre 5 isomorphe au groupe cyclique Z/5Z.
Le polynôme caractéristique   de la matrice d'adjacence du snark de Watkins est : 
{\displaystyle (x-3)(x-1)^{9}(x+2)^{4}(x^{18}+2x^{17}-27x^{16}-56x^{15}+290x^{14}+623x^{13}-1589x^{12}-3541x^{11}+4752x^{10}+11035x^{9}-7705x^{8}-18755x^{7}+6375x^{6}+16165x^{5}-2460x^{4}-5829x^{3}+532x^{2}+558x+29)^{2}}.